# Scinax karenanneae
Scinax karenanneae és una espècie de granota endèmica de Colòmbia.
Està amenaçada d'extinció per la pèrdua del seu hàbitat natural.